# Astraea heliotropium
Espèce
Statut de conservation UICN

 LC  : Préoccupation mineure
Synonymes
- Astralium heliotropium (Martyn T., 1784)
- Guildfordia heliophorus Gray
- Imperator aureolatus Montfort, 1810
- Lithopoma heliotropium (Martyn, T., 1784)
- Solarium radiatum Fischer von Waldheim, G., 1807
- Trochus heliotropium Martyn, 1784 (basionyme)
- Trochus imperialis Gmelin, 1791[2]

Astraea heliotropium est une espèce de grands escargots de mer de Nouvelle-Zélande appartenant à la famille des Turbinidae, les turbans et escargots étoilés.
Le premier exemplaire de cette espèce a été rapporté en Europe par le célèbre capitaine Cook.

## Coquille
La hauteur de la coquille peut atteindre 60 mm, et sa largeur jusqu'à 120 mm. Elle a la forme d'un cône aplati. En dessous, elle est concave, avec un ombilic largement ouvert. La pointe est en forme de dôme et comporte 5 verticilles convexes. La suture entre les verticilles est en zigzag, à cause des « dents » triangulaires recourbées qui arment leur périphérie fortement carénée. Les verticilles au-dessus et au-dessous possèdent de nombreuses séries de granules en spirale. L'ombilic est profond et grossièrement strié obliquement à l'intérieur. L'ouverture est transversalement ovale, oblique, nacrée à l'intérieur. Son péristome (sa « lèvre ») est continu. La columelle est légèrement dilatée, empiétant sur l'ombilic. La coquille est brunâtre ou violacé au-dessus, claire en dessous.

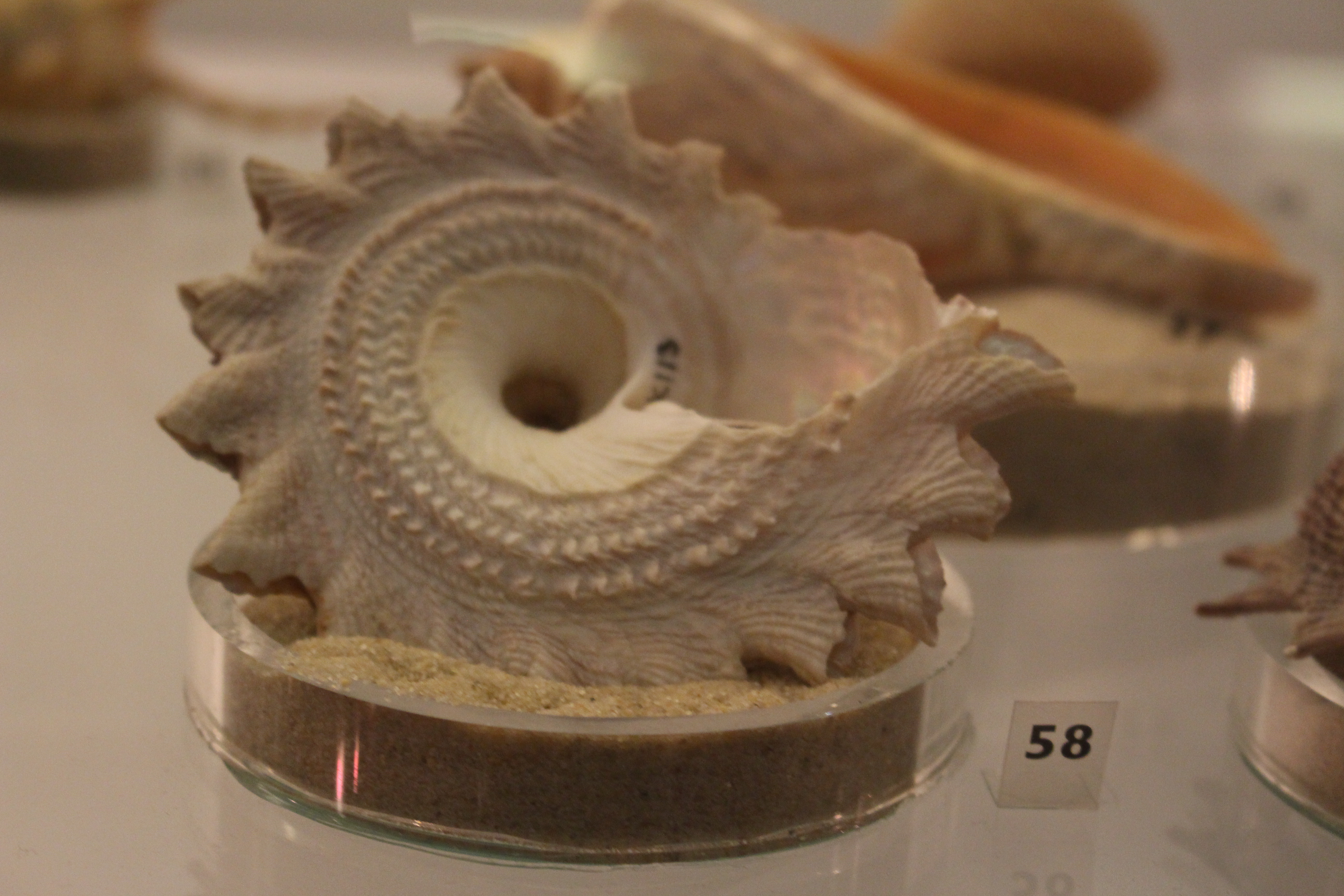
Coquille vue d'en dessous. On distingue l'ombilic largement ouvert et 3 séries de granules sous le verticille.

## Distribution
Cette espèce est endémique de Nouvelle-Zélande.